# Root Fire
Albums de Bedouin Soundclash
Sounding a Mosaic
(2005)
Root Fire est le premier album des Bedouin Soundclash, sorti en 2001. À cette époque les membres du groupe étudiaient à la Queen's University de Toronto.
L'album a été enregistré aux Rainy Day Studios.

## Liste des pistes
Tous les morceaux ont été écrits et composés par Bedouin Soundclash.
1. "Rodigan State Address" – 0:52
2. "Rebel Rouser" – 6:44
3. "Dub In The Kalamegdan" – 4:06
4. "Johnny Go To New York" – 5:08
5. "Back To The Matter" – 2:34
6. "Eloween Deowen" – 6:12
7. "Santa Monica" – 4:20
8. "Mandrake Root" – 3:49
9. "Natural Right (Rude Bwoy)" – 2:57
10. "National Water" – 4:04

## Musiciens
- Jay Malinowski : chant et guitare
- Eon Sinclair : basse
- Pat Pengelly: batterie
- Brett Dunlop: percussions
- Rob Bailey: bongo et maracas

Brett Dunlop et Rob Bailey ne participèrent qu'à cet album, et ne font aujourd'hui plus partie du groupe.